# Schweizerischer Frauen-Alpen-Club

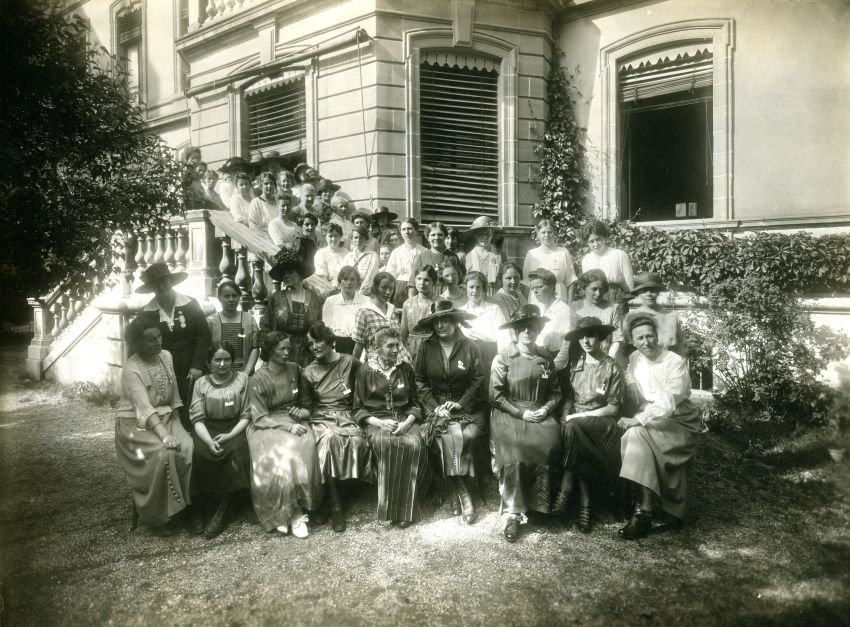
Delegiertenversammlung Genf, 1921, Sammlung des Alpinen Museum der Schweiz

SFAC-Ausweis von Marty Attinger, 1961, Sammlung des Alpinen Museum der Schweiz

Der Schweizerische Frauen-Alpen-Club (SFAC) (französisch Club Suisse de Femmes Alpinistes, italienisch Club Alpino Feminile Svizzero und rätoromanisch Club Svizzer d'Alpinistas) war von 1918 bis Ende 1979 ein Verein von Bergsteigerinnen in der Schweiz. Gegründet wurde er, weil die Frauen ab 1907 aus dem Schweizer Alpen-Club (SAC) ausgeschlossen worden waren. Auf den 1. Januar 1980 fusionierten der SFAC und der SAC. Im Jubiläumsjahr 1968 zählte der SFAC 56 Sektionen und 7000 Mitglieder.

## Geschichte
Weil die Frauen nicht Mitglied des SAC sein konnten, gründeten 15 Alpinistinnen am 27. Februar 1918 in Montreux den SFAC. Am 2. Juni 1918 in Lausanne einigten sich die vier Gründersektionen Montreux, Vevey, Genève und Lausanne auf den Namen Club Suisse de Femmes Alpinistes. Gründungspräsidentin war Aline Margot (1865–1944). 1919 wurde die Sektion Tessin gegründet, 1920 als erste Sektion der Deutschschweiz die Sektion Bern. Das Ziel des SFAC war es, die Berge kennen und lieben lernen („Faire connaître et aimer la montagne“). Nach 20 Jahren zählte der SFAC 4200 Mitglieder.
Nach der Fusion mit dem SAC 1980 gab es für die Sektionen des SFAC drei Möglichkeiten. Die meisten fusionierten mit einer Männersektion des SAC. Die Sektion Zürich des SFAC nannte sich in SAC Baldern um und öffnete sich Männern. Sie besteht bis heute als letzte ehemalige Sektion des SFAC. Einige Sektionen verblieben als reine Frauensektionen im SAC. Die letzte reine Frauensektion, die Sektion Raimeux, wurde am 9. Juli 2022 in Delémont aufgelöst.

## Tätigkeiten
In den Sektionen führten die Frauen selbständig oder mit Bergführern Touren durch. Praktisch von Anfang an waren die Frauen sowohl im Sommer als auch im Winter unterwegs, ab 1920 unternahmen sie Skitouren. Zudem führte der SFAC Tourenwochen durch, die allen Mitgliedern offenstanden. Mangels eigener Hütten im Hochgebirge mietete der SFAC oft Hütten in tieferen Lagen als Ausgangspunkte für Touren. Ihre Clubwochen hielten sie in Hüttenbüchern fest. Sie illustrierten die Berichte mit Zeichnungen und Fotos und verfassten Gedichte.
An der Schweizerischen Ausstellung für Frauenarbeit (SAFFA) im Jahr 1958 stellte der SFAC ein modernes Aluminiumbiwak aus. Nach der Ausstellung übergab der SFAC das Biwak dem SAC, der es im Laggintal aufstellte. Im Frühjahr 1981 wurde das Lagginbiwak durch eine Lawine zerstört.
Der SFAC führte Tourenleiterinnenkurse für Hoch- und Skitouren durch. Ab 1916 gab es im SAC die ersten Jugendorganisationen (JO), wo auch Mädchen und junge Frauen mitmachen durften. Später förderte der SFAC Mädchen auch in eigenen Jugendgruppen (JG). Die Gründungsfahrt der Jugendgruppe der Sektion Bern des SFAC ging am 27. Januar 1946 ins Gurnigelgebiet.

## Organisation

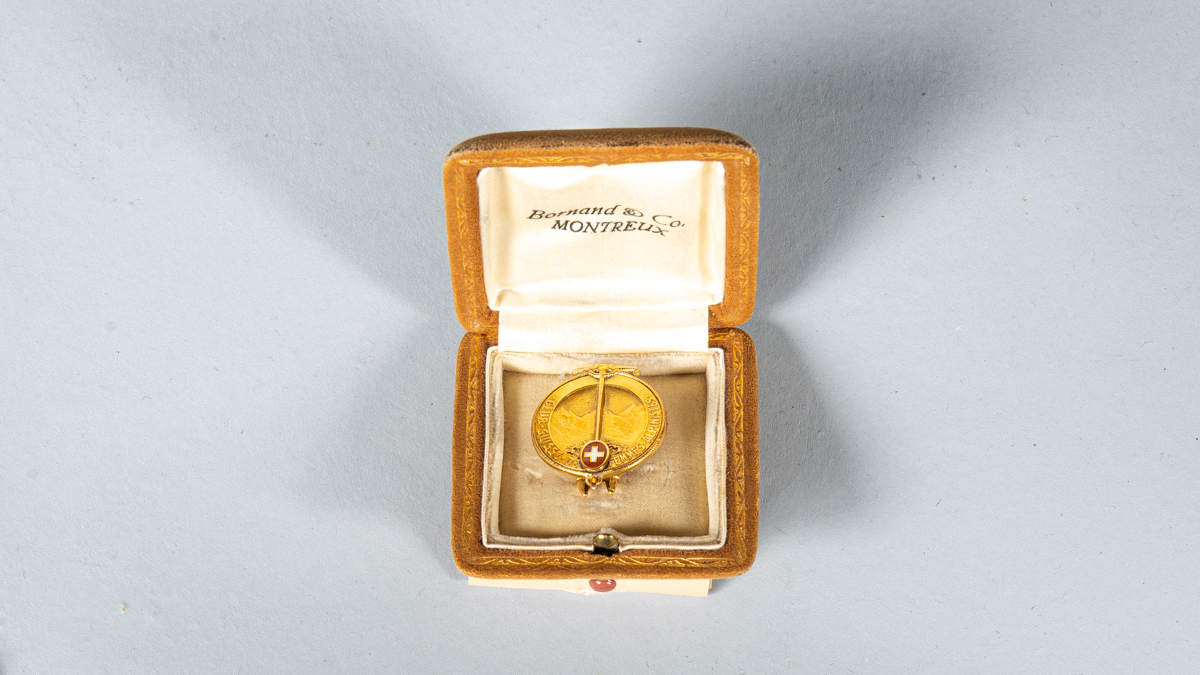
Abzeichen der Präsidentinnen des SFAC, Sammlung Alpines Museum der Schweiz

Die Mitglieder waren analog dem SAC in Sektionen organisiert, die von einem wechselnden Zentralkomitee mit einer Präsidentin geführt wurden. Die Sektionen pflegten das Vereinsleben und trafen sich in Clublokalen zu Sitzungen und Vorträgen. Einmal im Jahr wurde vom SFAC eine Delegiertenversammlung durchgeführt.

## Publikationen
Die Verbandszeitschrift «Nos montagnes» erschien von 1920/21 bis 1979/80, es gab insgesamt 58 Ausgaben. Später erschien die Zeitschrift unter dem Titel Nos montagnes / Unsere Berge / Le nostre vette / Nossas Muntagnas. Die Zeitschrift erschien von Anfang an viersprachig.